# Kringsmühle
Die Kringsmühle war eine Wassermühle mit unterschlächtigem Wasserrad in Nordrhein-Westfalen.

## Geographie
Die Kringsmühle hatte ihren Standort in der Straße Zur Kringsmühle im früheren Ortsteil Dorp in der Mittelstadt Wegberg im Kreis Heinsberg. Das Mühlengebäude mit Wohnhaus war ein  freistehendes zweigeschossiges Fachwerkhaus. Der einstige Standort der Mühle weist heute eine Höhe von 60 m über NN auf.
Die Kringsmühle erhielt ihr Wasser von einem vorgelagerten Mühlenweiher, der von der Schwalm gespeist wurde.

## Geschichte
Nach der neuesten Forschung wird die Mühle zu Harbeck, schon wesentlich früher erwähnt als bisher angenommen. Konrad Cryns beklagt sich 1677, dass Anlieger das Wasser aufgestaut hätten. Die Ölmühle steht auf seinem Erbe und wurde bereits von seinem Vater Michael vor 1643 betrieben. Die Mühle gehörte zum Kringshof (Crinshof) und hatte jährlich vier Sümmer Küchenmehl auf das Schloss Tüschenbroich zu liefern. Die Kringsmühle war wegen des geringen Wasseraufkommens wohl die unwirtschaftlichste Mühle an der Schwalm. Sie war erst als Ölmühle, später als Kornmühle in Betrieb und konnte nur drei Stunden am Tag arbeiten. Die jeweiligen Pächter und Eigentümer betrieben deswegen auch noch Landwirtschaft, um die eigene Familie ernähren zu können.
Der Eigentümer von 1826 bis 1865 war Theodor Knippertz und dann Sohn Heinrich. Verpachtet war sie an Stefan Oellers, Johann Arnold Schmitz und Karl Jansen. 1865 wurde die Mühle umgebaut. Das große Wasserrad wurde durch ein kleineres ersetzt. Um 1900 übernahm Hubert Königs die Mühle von Heinrich Knippertz und verkaufte die Ölbecken an dem Lohmüller in Bissen. Nach seinem Tode wurde der Mühlenbetrieb eingestellt. 1975 wurde die Kringsmühle abgebrochen.